# 東枇杷島駅
東枇杷島駅（ひがしびわじまえき）は、愛知県名古屋市西区枇杷島一丁目にある名古屋鉄道の駅である。駅番号はNH38で名古屋本線に属するが、犬山線の起点が乗降設備の無い枇杷島分岐点であることもあり、当駅が犬山線の起点駅として案内されることがある。

## 歴史
かつては平日7:30 - 9:30の時間帯のみ駅員が配置され、この時間は定期券等も購入できた。2009年12月1日より土休日のみ終日無人駅となっていたが、2016年7月16日より平日も終日駅集中管理システムにより無人駅（管理元は神宮前駅、ただし機器異常などの際の係員対応は名鉄名古屋駅）となっている。
2009年4月、ホーム嵩上げやエレベーターを設置する等のバリアフリー化工事が完了し、トンネル通路の照明も交換された。

### 年表
- 1910年（明治43年）5月6日 - 枇杷島線の停留所として開業[2]。
- 1912年（明治45年）3月29日 - 軽便鉄道法に基づく鉄道に変更[3]。一宮線の鉄道駅としてはこの日を開業日とする[4]。
- 1941年（昭和16年）8月12日 - 東西連絡線開通により移転。新線上になる。
- 1964年（昭和39年）8月9日 - 駅ビル（鉄筋6階建、ミニストップ入居）完成[5]。
- 2009年（平成21年）12月1日 - 駅集中管理システム導入。土休日駅員無配置に[6]。
- 2011年（平成23年）2月11日 - ICカード乗車券「manaca」供用開始。
- 2012年（平成24年）2月29日 - トランパス供用終了。
- 2016年（平成28年）
  - 駅舎改築[6]。
  - 7月16日 - 終日無人化[6]。

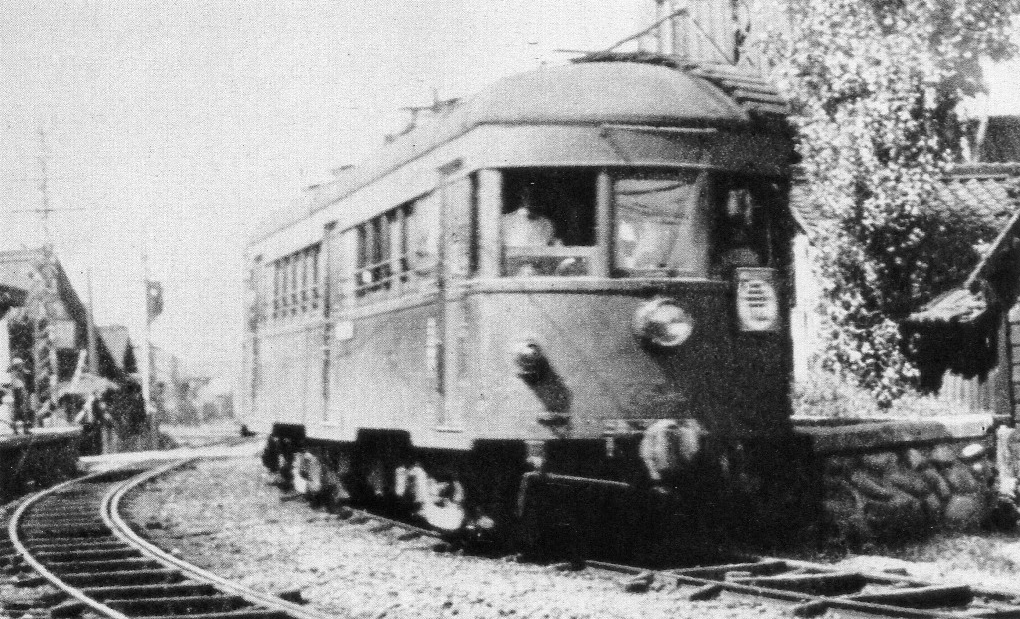
移転前の東枇杷島駅 （1937年頃）
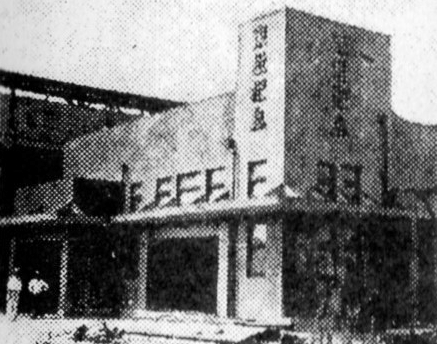
移転後の東枇杷島駅 （1941年）
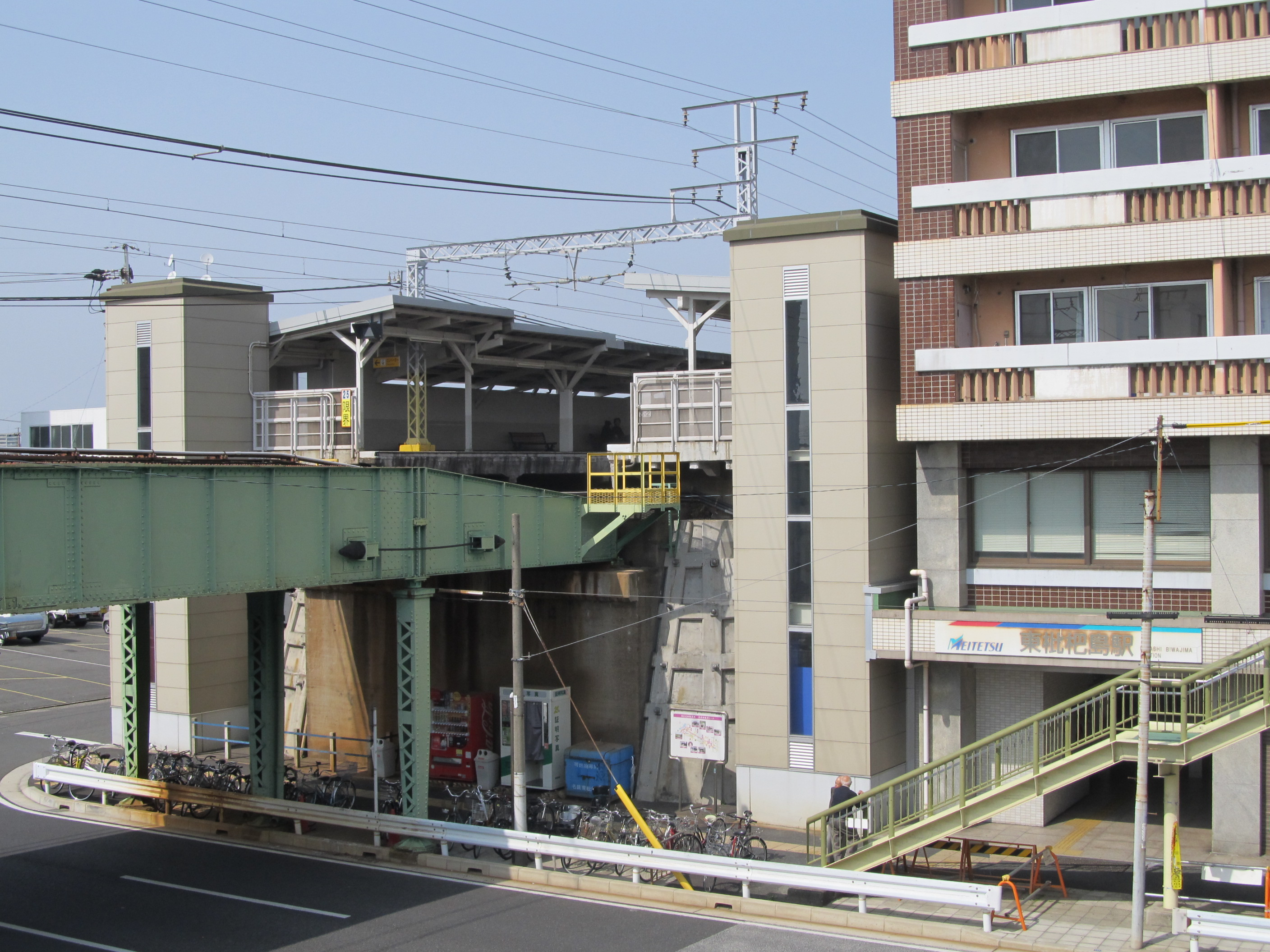
解体前の駅ビル （2015年）

## 犬山線との分岐と区間外乗車
当駅北側の枇杷島分岐点で名古屋本線から犬山線が分岐しているが、駅ではない同地点での乗り換えはできないため、東枇杷島駅が分岐点から最も近い乗換駅となる。
当駅が普通列車しか停車しない小駅であることから、犬山線と名古屋本線岐阜方面間の乗り換えについては区間外乗車の特例が存在する。両方面間の乗り換えは当駅よりも分岐点から離れる栄生駅（急行停車駅）や名鉄名古屋駅（全列車停車）で行うことが認められ、重複区間となる枇杷島分岐点 - 名鉄名古屋駅間は運賃計算に含まれない（乗換えのための特例であり、当該区間で途中下車すると適用外となる）。

## 駅構造
相対式ホーム2面2線（ホーム有効長は6両分）を有する高架駅。改札口は地上階にあり、付近には自動券売機（継続manaca定期乗車券・新規manaca通勤定期乗車券の購入にも対応しているが、7:00～22:00以外の時間帯は名鉄ミューズカードでの決済は不可能である）と自動精算機（ICカードの積み増し等も可能）を1台ずつ備えている。改札口と各ホームとは、名古屋寄りにある階段及びエレベーターで行き来ができる。
この駅は分岐器や絶対信号機を持たないため、停留所に分類される。駅の前後がS字状に急カーブしているため、通過列車の速度は50km/h程度である。ホーム上屋根の柱は木製のまま明色に再塗装されている。
当駅自体は名古屋市に位置するため敬老パスが利用できるが、名古屋本線は栄生駅方のみ、犬山線は中小田井駅または上小田井駅（もしくは上小田井駅で地下鉄鶴舞線に乗り換える）で降りないと、後日払い戻しにはならない。また、敬老パスは通常の定期乗車券ではないため当駅を通過して名古屋本線名鉄岐阜方面に行った場合でも運賃は枇杷島分岐点からの計算にはならない。

### のりば
| 番線 | 路線          | 方向 | 行先                         |
| ---- | ------------- | ---- | ---------------------------- |
| 1    | NH 名古屋本線 | 下り | 名鉄一宮・名鉄岐阜・津島方面 |
| 1    | IY 犬山線     | 下り | 岩倉・犬山方面               |
| 2    | NH 名古屋本線 | 上り | 名鉄名古屋・金山方面         |

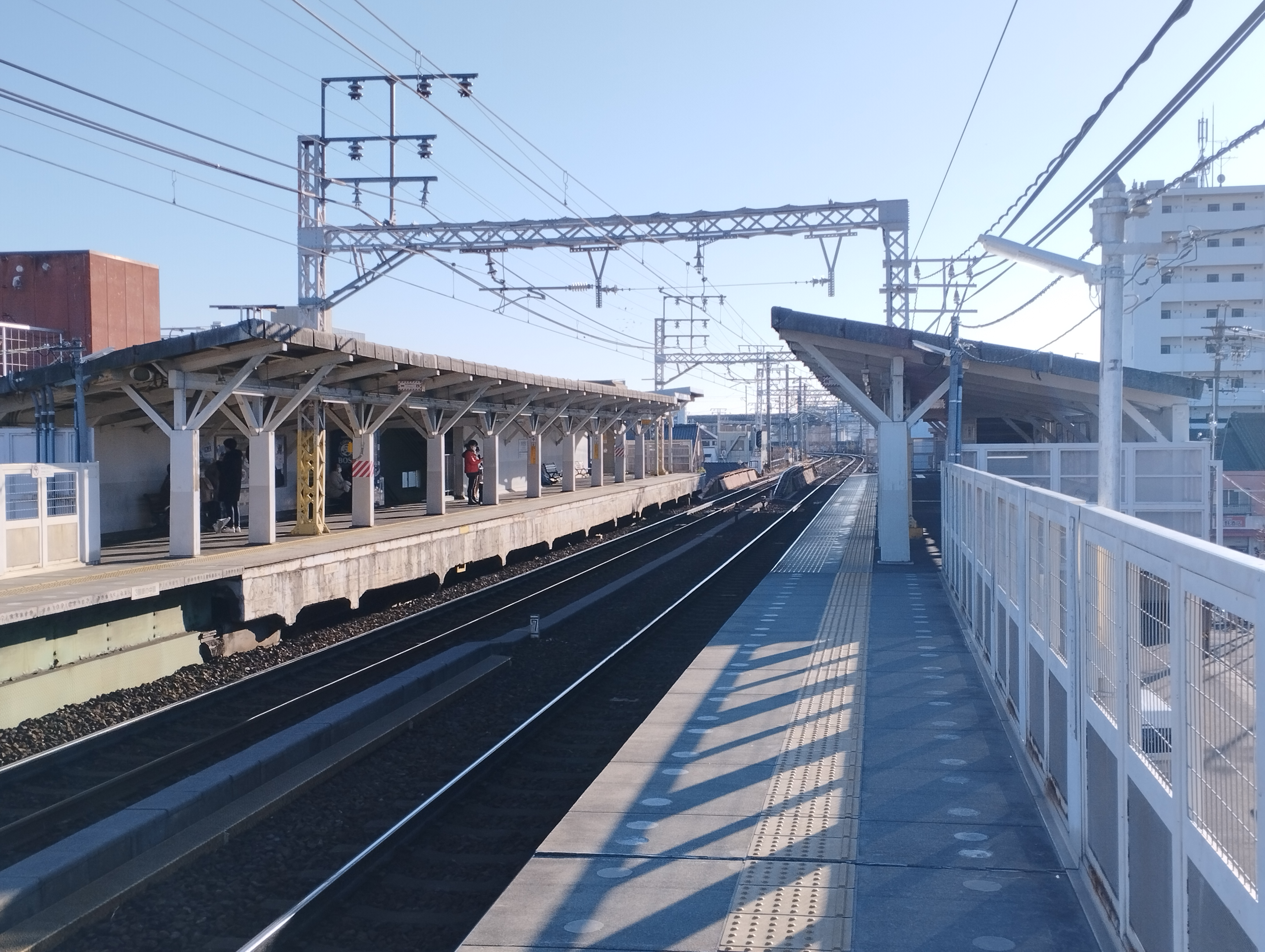
ホーム
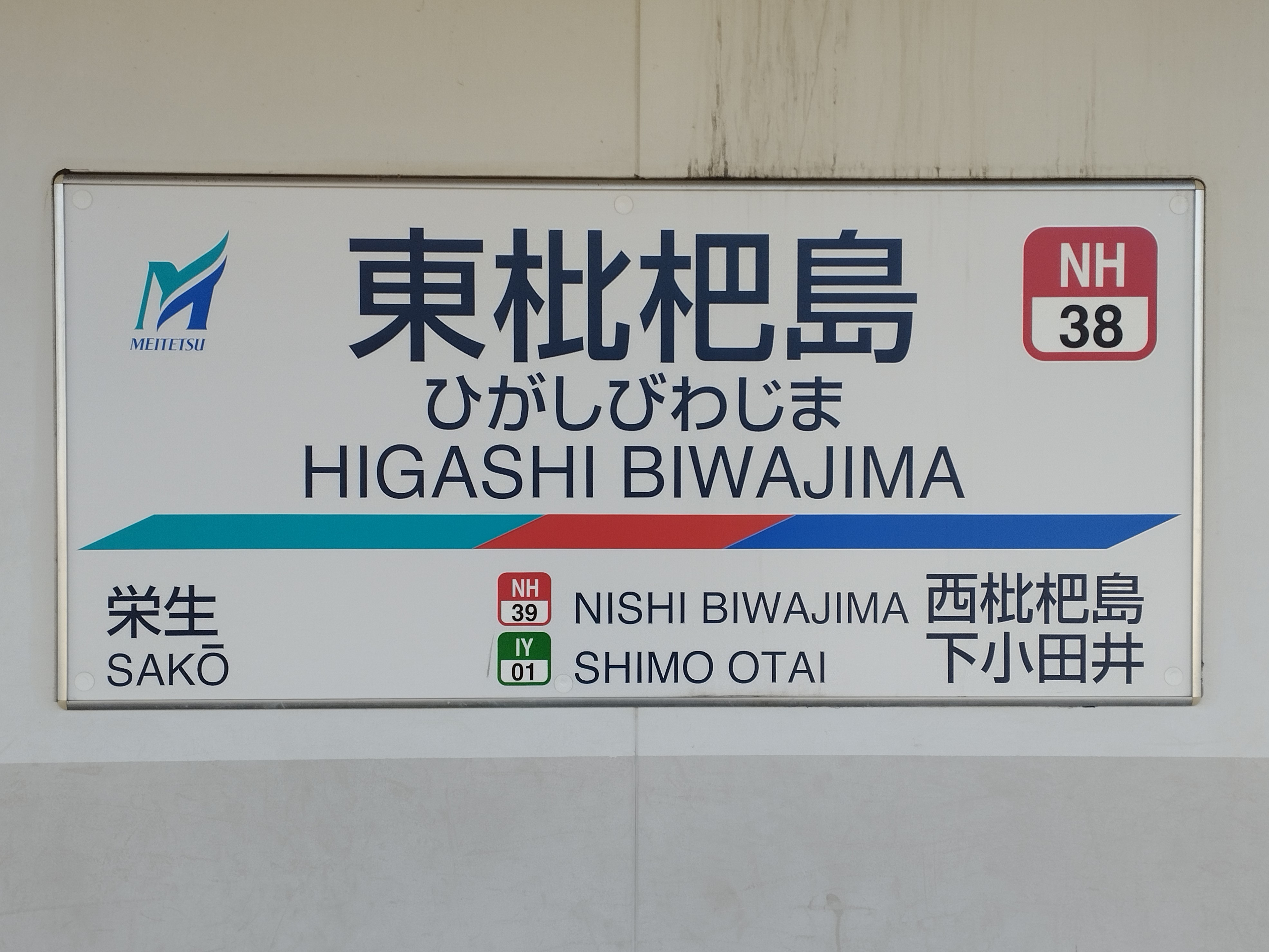
駅名標

### 配線図
| ← 名古屋方面 | 東枇杷島駅 構内配線略図 | → 岐阜・ 犬山方面 |
| 凡例 出典:   |                         |                   |

## 利用状況
- 「移動等円滑化取組報告書」によれば、2020年度の1日平均乗降人員は5,517人である[11]。
- 『名鉄120年：近20年のあゆみ』によると2013年度当時の1日平均乗降人員は5,991人であり、この値は名鉄全駅（275駅）中65位、名古屋本線（60駅）中23位であった[12]。
- 『名古屋鉄道百年史』によると1992年度当時の1日平均乗降人員は5,801人であり、この値は岐阜市内線均一運賃区間内各駅（岐阜市内線・田神線・美濃町線徹明町 - 琴塚間）を除く名鉄全駅（342駅）中75位、 名古屋本線（61駅）中26位であった[13]。
- 『名古屋市統計年鑑』によると、2019年度の1日平均乗車人員は2,872人である。各年度の1日平均乗車人員は以下の通り[14]。

| 年度   | 1日平均 乗車人員 |
| ------ | ---------------- |
| 2000年 | 2,821            |
| 2001年 | 2,762            |
| 2002年 | 2,706            |
| 2003年 | 2,800            |
| 2004年 | 2,621            |
| 2005年 | 2,659            |
| 2006年 | 2,534            |
| 2007年 | 2,633            |
| 2008年 | 2,724            |
| 2009年 | 2,763            |
| 2010年 | 2,791            |
| 2011年 | 2,834            |
| 2012年 | 2,871            |
| 2013年 | 2,959            |
| 2014年 | 2,921            |
| 2015年 | 3,010            |
| 2016年 | 3,008            |
| 2017年 | 2,925            |
| 2018年 | 2,999            |
| 2019年 | 2,872            |

朝夕は名城大学附属高校の生徒や付近への通勤客などで賑わうが、普通列車しか停車しないため隣の栄生駅（急行列車まで停車）ほど多くない。ただし、名城大学附属高校の入学試験の際は急行・準急が臨時停車する。

## 駅周辺
- 名古屋東枇杷島郵便局
- 名城大学附属高等学校（栄生駅での乗降が多い）
- 名古屋市立枇杷島小学校
- 枇杷島スポーツセンター
- 清音寺
- 愛知県道67号名古屋祖父江線（美濃街道）
- 愛知県道190号名古屋一宮線（鮎鮨街道、岐阜街道）
- ヨシヅヤ名古屋名西店（栄生駅より若干近い）

## 隣の駅
名古屋鉄道
NH 名古屋本線
□ミュースカイ・□快速特急・■特急・□快速急行・■急行・■準急
通過
■普通
栄生駅（NH37） - 東枇杷島駅（NH38） - （枇杷島分岐点） - 西枇杷島駅（NH39）/下小田井駅（IY01）（犬山線）